# Домброски, Тьяго
Тьяго Домброски Морейра (порт.-браз. Thiago Dombroski Moreira; род. 20 июня 2002, Куритиба) — бразильский футболист, защитник клуба «Коритиба», выступающий на правах аренды за португальский «Портимоненсе».

## Клубная карьера
Домброски — воспитанник клуба «Коритиба». В январе 2022 года на правах аренды перешел в «Португеза Сантиста». В марте вернулся в расположения клуба.
11 января 2023 года, Тьяго был арендован клубом Азуриз, выступавшим в лиге Паранаэнсе. 20 января в поединке против «Операрио» Домброски дебютировал за новый клуб. После возвращения в расположение клуба, 12 мая 2023 года в матче против «Васко да Гама» он дебютировал в бразильской Серии А.
26 января 2024 года был отдан в аренду до конца сезона клубу «Портимоненсе», с опцией выкупа по окончании арендного соглашения.